# Château de Pignatelli della Leonessa
Le château de Pignatelli della Leonessa est un château féodal situé sur la commune de San Martino Valle Caudina, province d'Avellino en Campanie,. 
Il constituait le noyau fortifié de la ville, où vivaient ses seigneurs féodaux. Le château a été construit à l'époque normande sur les pentes des montagnes du Partenio, à 372 m d'altitude. Le bâtiment, bien que modifié à plusieurs reprises au cours des siècles, est en bon état de conservation. C'est encore la résidence du duc Giovanni Pignatelli della Leonessa (it), descendant des ducs de San Martino.

## Historique

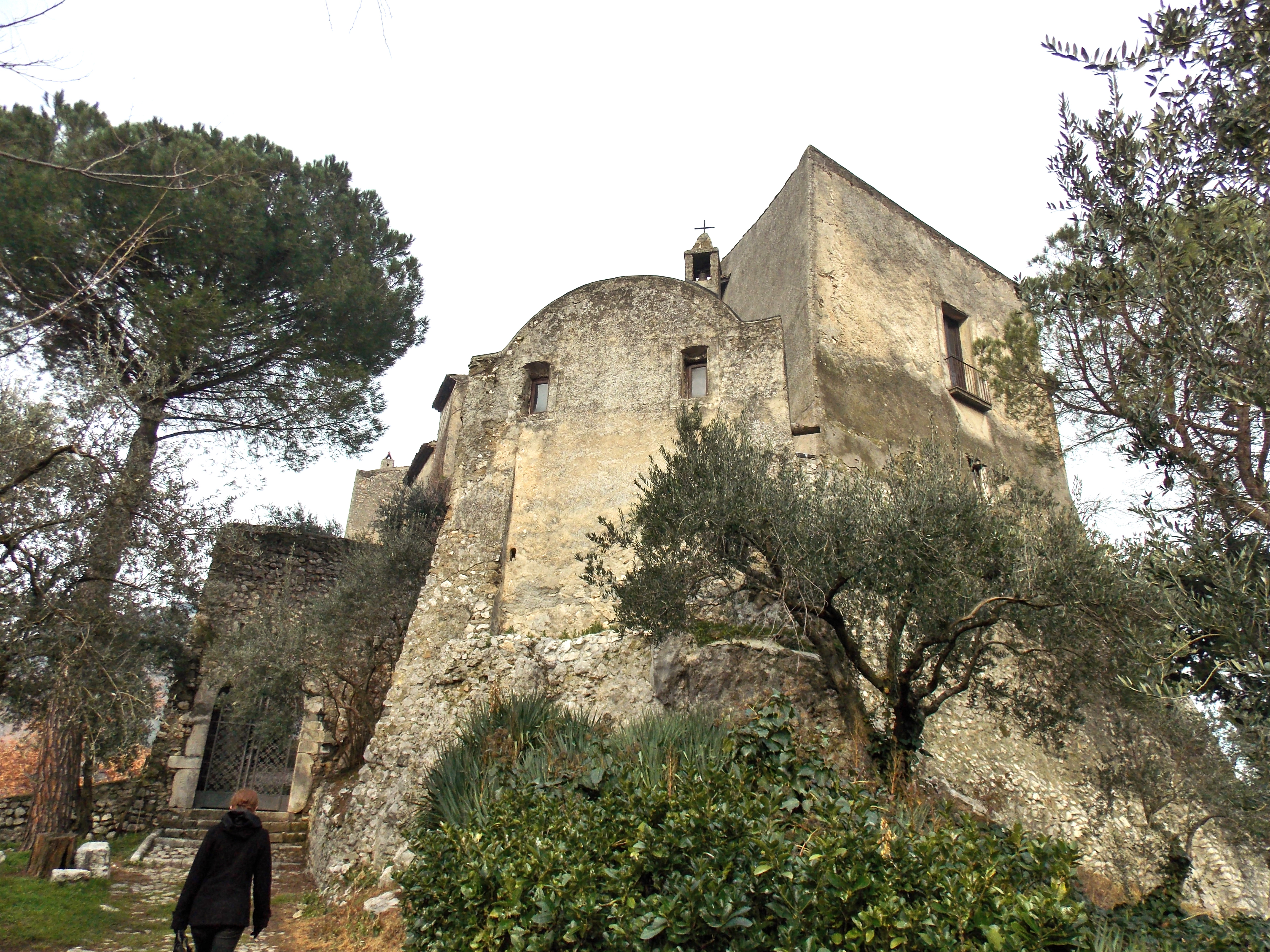
L'arrière de la chapelle et le portail.

En raison d'une lecture superficielle d'un passage du Chronicon Vulturnense, on répète souvent, sans fondement, que le château existait déjà en 837 ; à cette époque, la vallée Caudina faisait partie de la principauté lombarde de Bénévent. Indépendamment de ce malentendu, certains détails des murailles les plus anciennes du château pourraient suggérer qu'une fortification lombarde se trouvait auparavant à son emplacement ; mais cette hypothèse reste douteuse. 
Plus concrètement, la plus ancienne attestation du fief de San Martino se trouve dans le Catalogus Baronum, d'où l'on apprend qu'entre 1150 et 1168 le seigneur féodal était le comte Gionata de Carinola ; tandis qu'un castrum Sancti Martini n'est explicitement mentionné qu'en 1185 comme possession de Riccardo, fils de Jonathan et comte de Conza della Campania. 

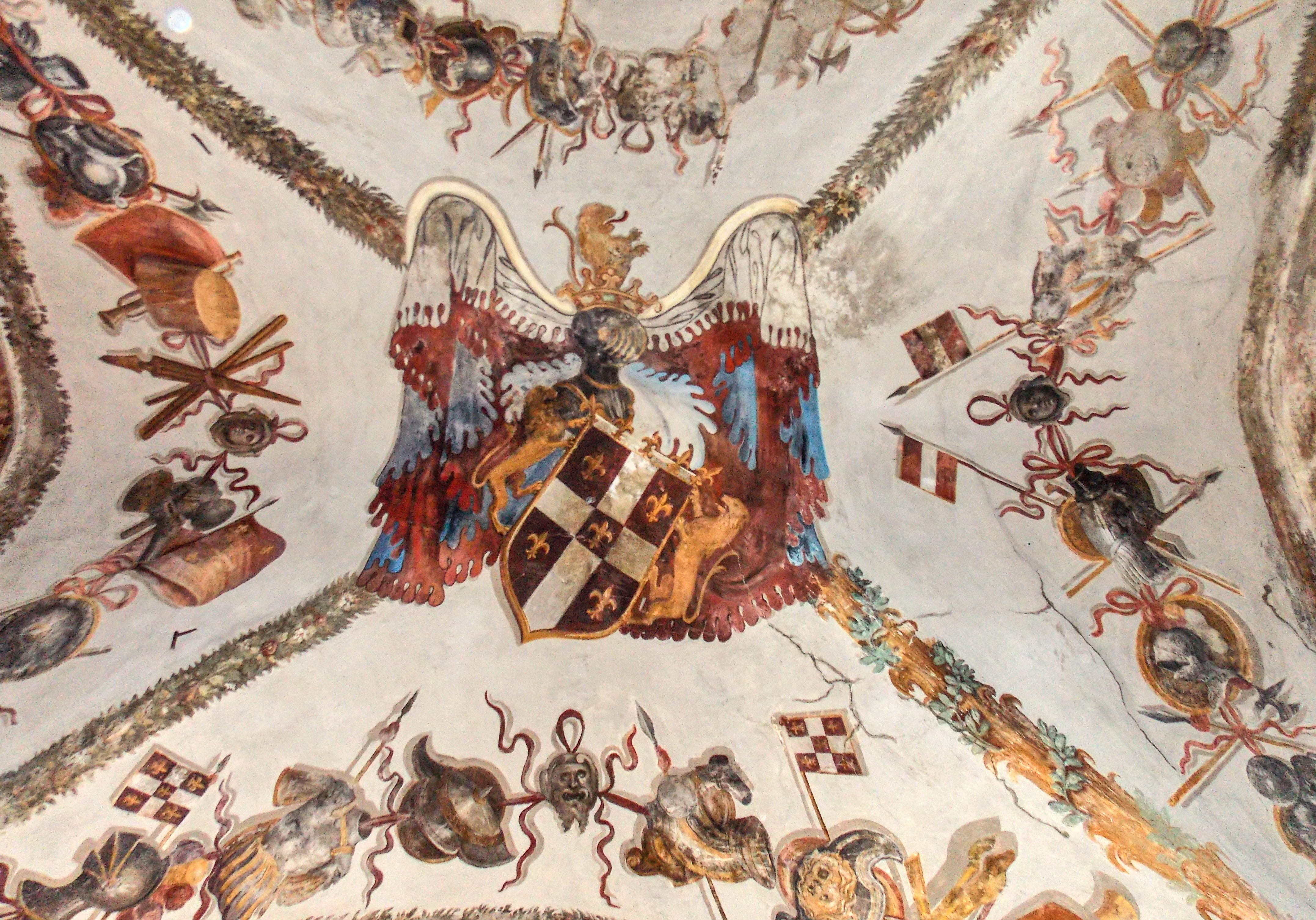
Bannière de la famille Leonessa, dans la salle du château.

Après divers changements, en 1343 le fief de San Martino avec son château fut acheté par Giovanni Lagonesse, membre d'une famille française arrivée dans le sud de l'Italie à la suite de Charles Ier d'Anjou. Ses descendants occupèrent San Martino de façon permanente jusqu'en 1528, date à laquelle Fabio della Leonessa fut exproprié pour s'être rangé du côté du roi François Ier dans sa tentative de conquérir Naples. Mais déjà en 1560, Fabio avait repris possession du fief. La famille Leonessa a continué à contrôler le fief de San Martino et est devenue duc en 1627. 
Vers le XVIIe siècle, prend fin la période des disputes les plus amères entre seigneurs féodaux. Suivant une tendance générale à exploiter les voies de circulation de la plaine et des contreforts, les ducs de San Martino construisirent un nouveau palais au pied de la ville en expansion. Ils n'abandonnèrent pas le château, mais le peaufinèrent et modifièrent sa structure pour accentuer son rôle de résidence noble, tandis que son utilité de fortification déclinait. 

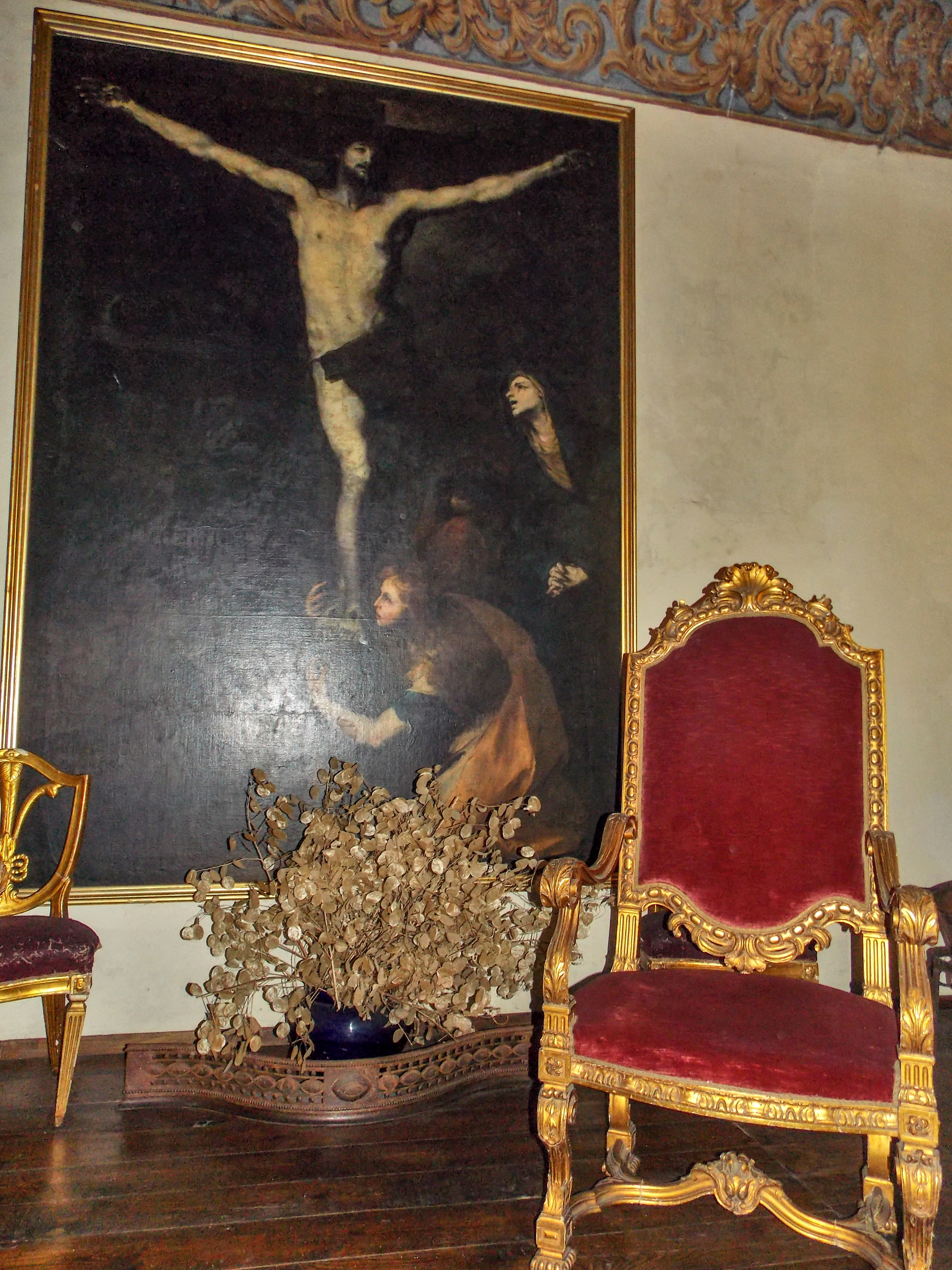
Éléments d'ameublement du château.

En 1745, à la suite de la famille du duc de San Martino Giuseppe Maria, il existait un tribunal composé de 45 personnes, parmi lesquelles des tuteurs, des secrétaires, des domestiques et du personnel de service. À peu près au même moment, le duc cessa de résider de façon permanente dans son fief et s'installa à Naples.
En 1806, les lois subversives de la féodalité déclaraient également close l'histoire du fief de San Martino. En outre, au cours de ces années, la branche masculine de la famille Leonessa s'éteint : à la mort du duc Giuseppe Maria II sans héritiers mâles, les biens et le titre passèrent à son cousin Raffaele Ruffo, puis à sa fille Maria Carolina qui épousa Giovanni Pignatelli, prince de Monteroduni (1803-1865). Il y ajouta le patronyme della Leonessa et donna naissance à la dynastie qui possède toujours le château. 
Le château a été victime d'un abandon pendant une grande partie du XIXe siècle, également à cause de la période napoléonienne. En 1908, la partie supérieure du donjon et certaines pièces adjacentes furent démolies par crainte d'effondrement. Entre l'après-guerre et les années 1970, le bâtiment a été restauré à l'initiative de la duchesse Melina Matarazzo, épouse de Carlo Pignatelli, et réhabité par les propriétaires, bien que de manière irrégulière.

## Description

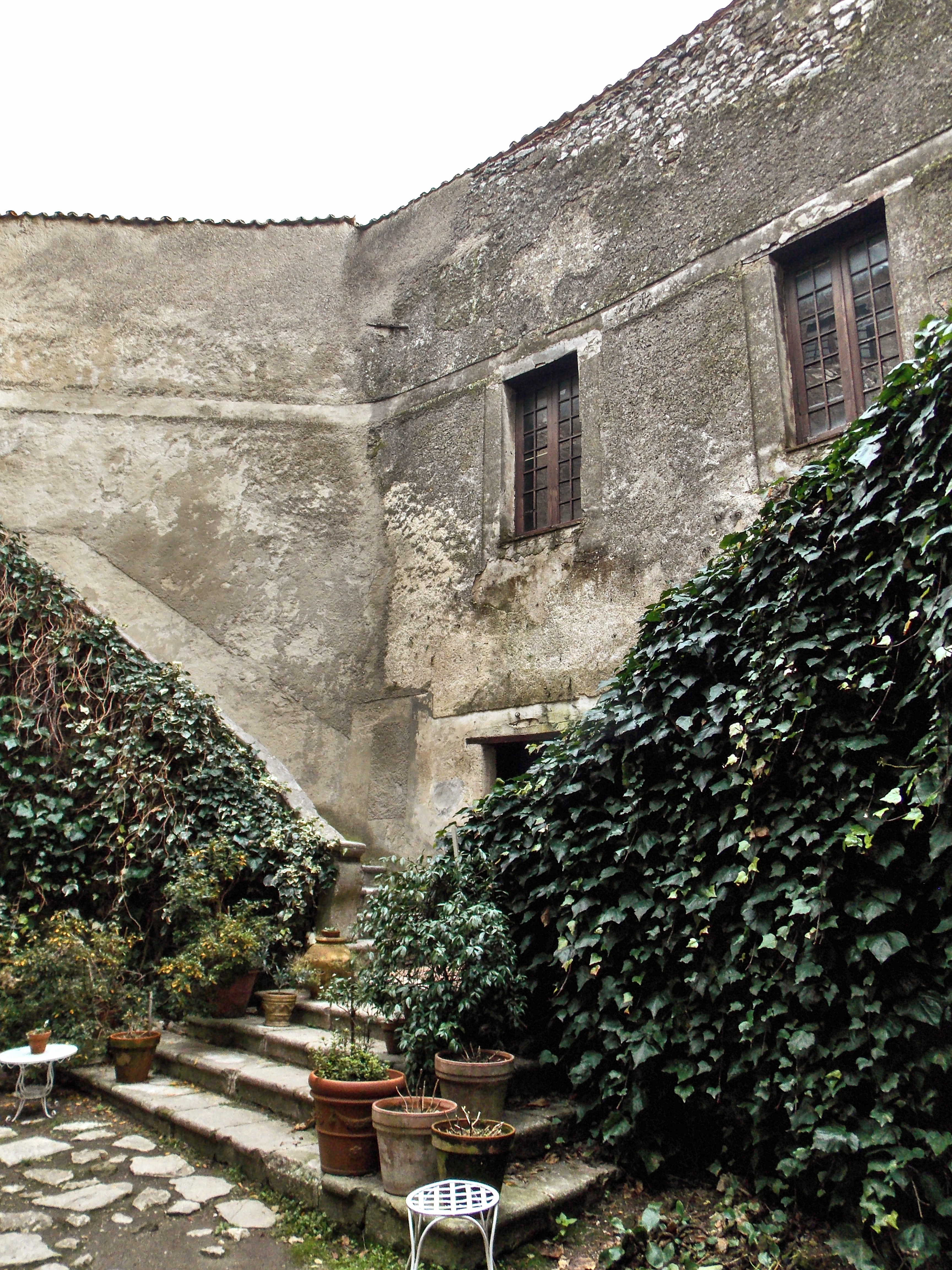
L'escalier de la cour.

Le château de San Martino se dresse au sommet d'une colline ; à ses pieds, dans la dépression entre cette colline et les collines environnantes, se trouve le premier noyau de la ville avec l'église San Giovanni Battista. La position du château semble avoir été spécifiquement choisie pour contrôler le débouché de la Valle Caudina (it) en direction d'Avellino et pour placer le donjon directement sur le château de Montesarchio, lequel se trouve presque exactement en face. 
L'agencement du château parvient encore à révéler une origine normande, malgré les modifications qu'il a subies. La zone qui lui appartient est délimitée par un mur d'enceinte polygonal, qui épouse la forme de la colline. Le palais est situé approximativement à l'extrémité sud de ce mur ; le reste de la surface (plus de 6 000 m2) est un espace ouvert utilisé comme potager. Le long du mur se trouvent quatre tourelles (trois de plan carré et une circulaire orientée vers la vallée, au nord) ; les murs sont couronnés par des merlons guelphes.

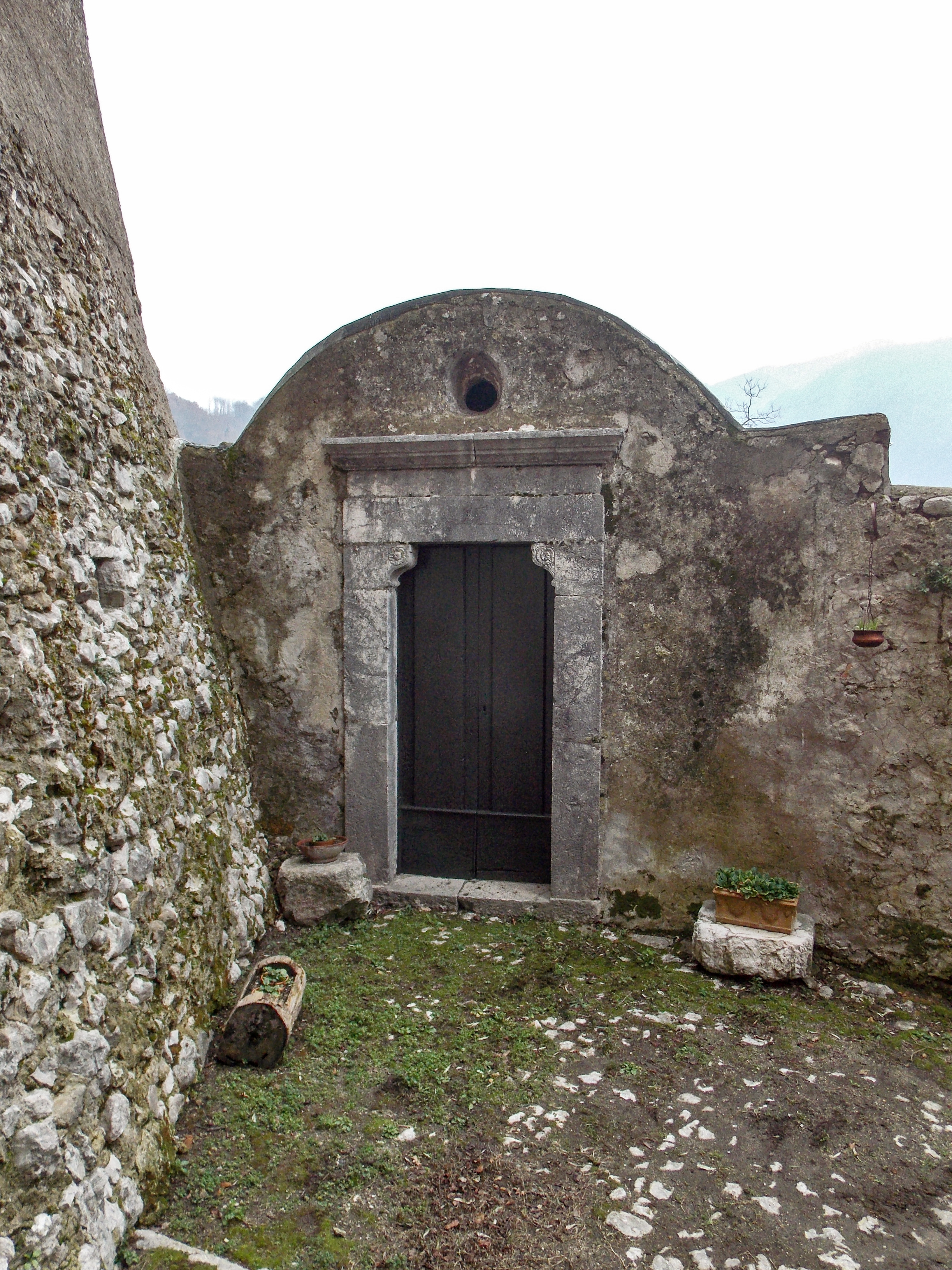
La chapelle.

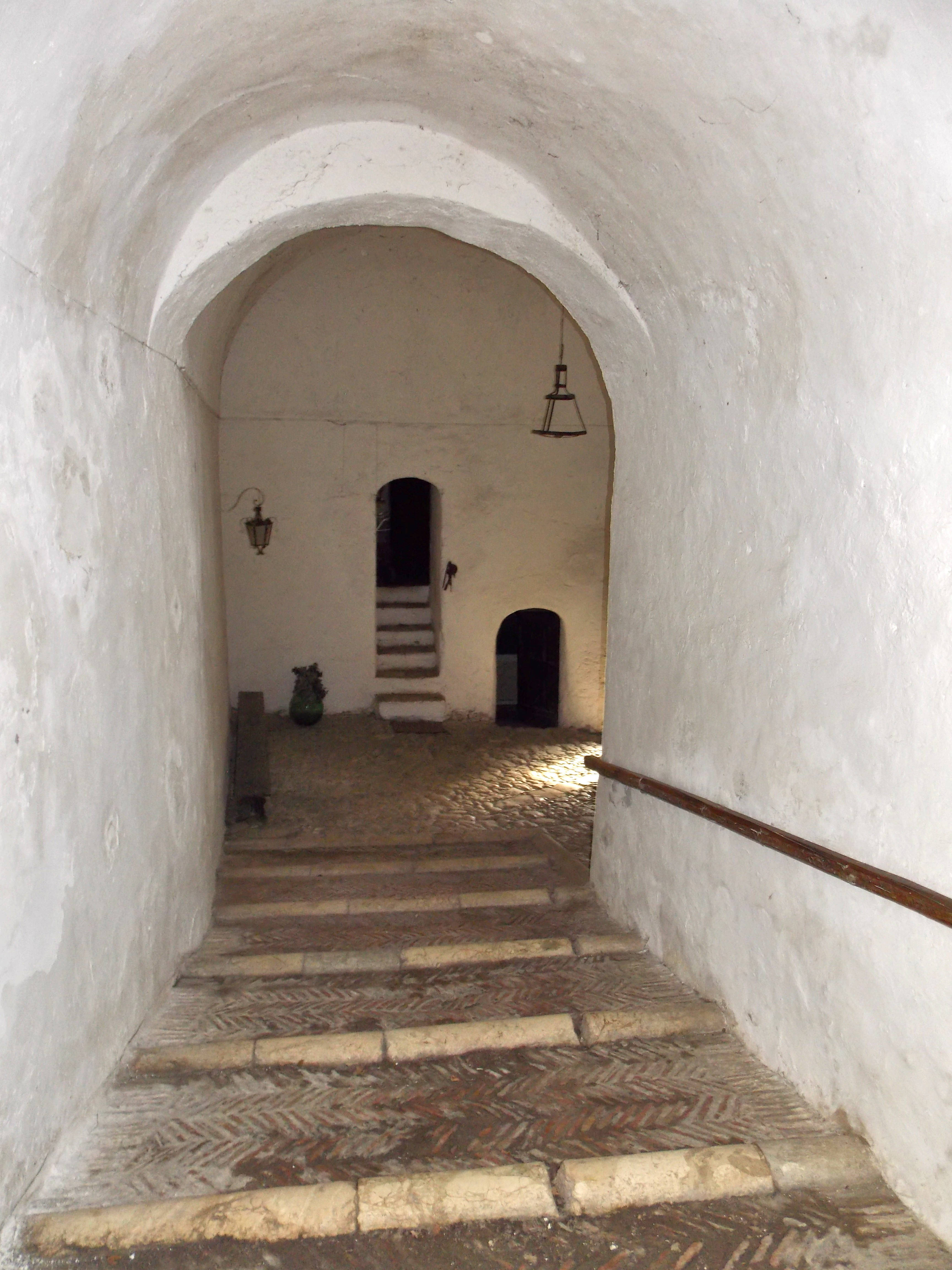
L'accès au palais.

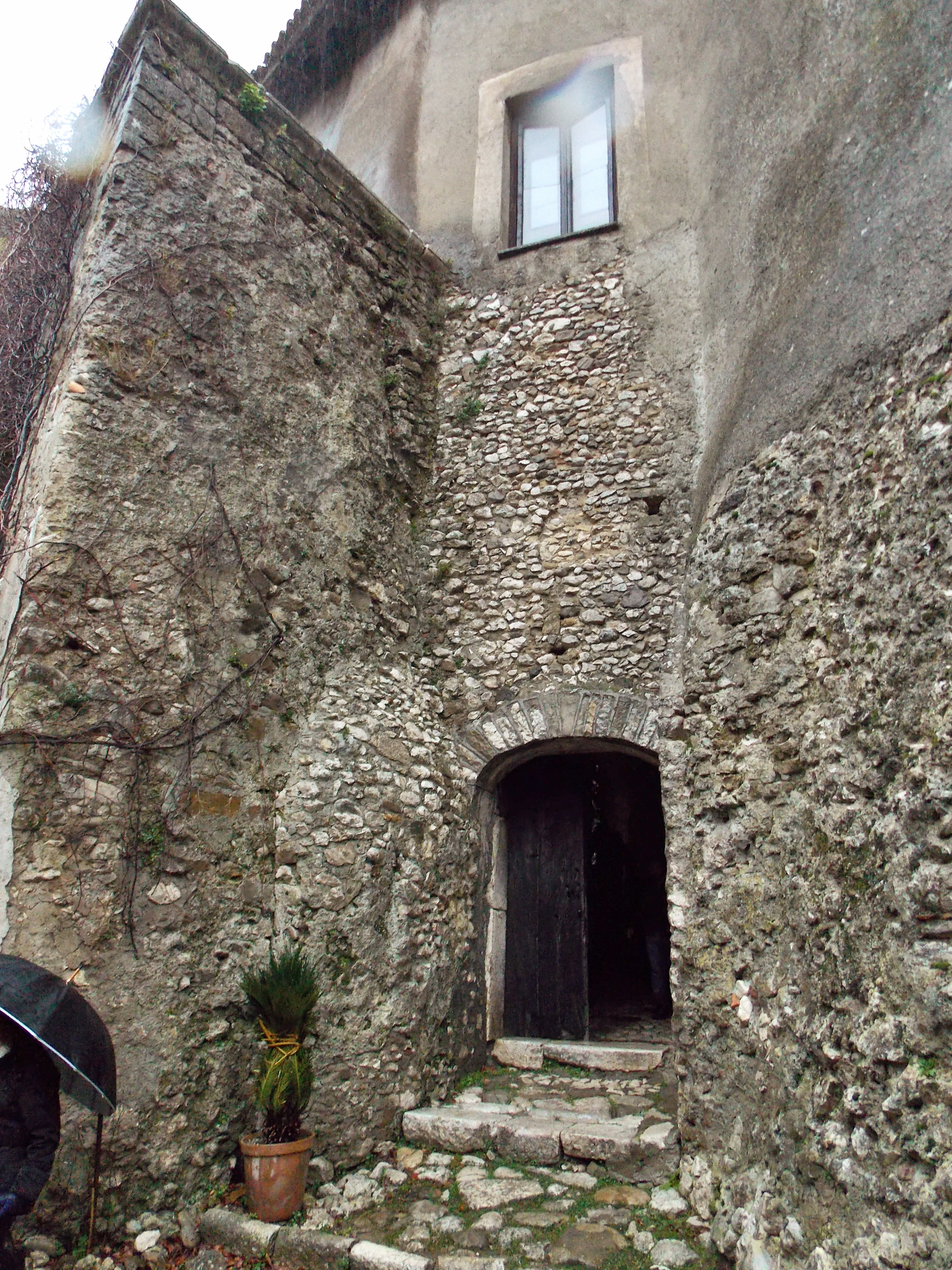
Le portail.

L'espace entouré par les murailles est naturellement défendu par la pente raide de la colline : on y accède par une seule entrée du sud-est, reliée aux ruelles du village. Ici, une route pavée monte, le long d'un glacis, jusqu'à un portail en pierre au-dessus duquel se trouve une galerie protégée, qui devait servir à se défendre contre d'éventuels assaillants utilisant des armes de jet. Une fois franchi ce portail, vous vous retrouvez dans un espace ouvert mais entièrement entouré de murs : à droite du portail se trouve la petite chapelle noble, tandis qu'en face se trouve le palais avec son entrée. Les systèmes de défense de ce genre se sont répandus avec l'avènement des Angevins jusqu'au XVe siècle : en cas d'attaque, on fermait d'abord cette porte puis le portail à galerie, afin de bloquer les adversaires dans l'espace intermédiaire et pouvoir les cibler d'en haut avec des pierres et de l'huile bouillante.
La chapelle privée, peut-être construite avec le reste du château, a survécu jusqu'à nos jours sous une forme reconstruite et consacrée par l'archevêque de Bénévent Vincenzo Maria Orsini en 1706. Elle est de plan rectangulaire, aux murs renforcés et couverte d'une voûte en berceau extradosée avec un intérieur très simple. 
Le bâtiment résidentiel présente un plan irrégulier, structuré autour d'une cour quadrangulaire. Le portail d'entrée mène directement à la cour par un passage souterrain. Du côté nord de la cour se trouve le donjon, haut actuellement de 10 m mais à l'origine beaucoup plus haut, comme en témoigne l'épaisseur des murs de la base de 5 m. La reconstruction de la partie supérieure est mise en évidence par la maçonnerie en tuf. 
Le bâtiment est sur deux étages. Contre les murs de la cour se trouve un escalier extérieur en pierre, divisé en deux volées et se prolongeant par une loggia : de là, on accède aux différentes pièces de l'étage supérieur, principalement destinées à la résidence et à la représentation de la famille ducale. En 1783, il y avait seize pièces de ce type, mais certaines d'entre elles furent démolies en 1908 avec le donjon. À cela s'ajoute la salle de réception, où se déroulaient les fêtes et les célébrations.
Cette pièce, encore existante, est la pièce la plus intéressante du palais. La salle, de plan rectangulaire, est couverte par deux voûtes en croisée d'ogives avec des arcs brisés du Moyen Âge et est éclairée par deux fenêtres orientées vers le sud, hors du château. Le sol est en bois. Les fresques de la salle sont remarquables, réalisées entre les XVIIe et XVIIIe siècles : les intrados des voûtes sont décorées de motifs phytomorphes qui alternent avec des représentations d'armures, de boucliers, de casques et de panoplies. Au centre des deux voûtes se trouvent les armoiries de la famille Leonessa. 

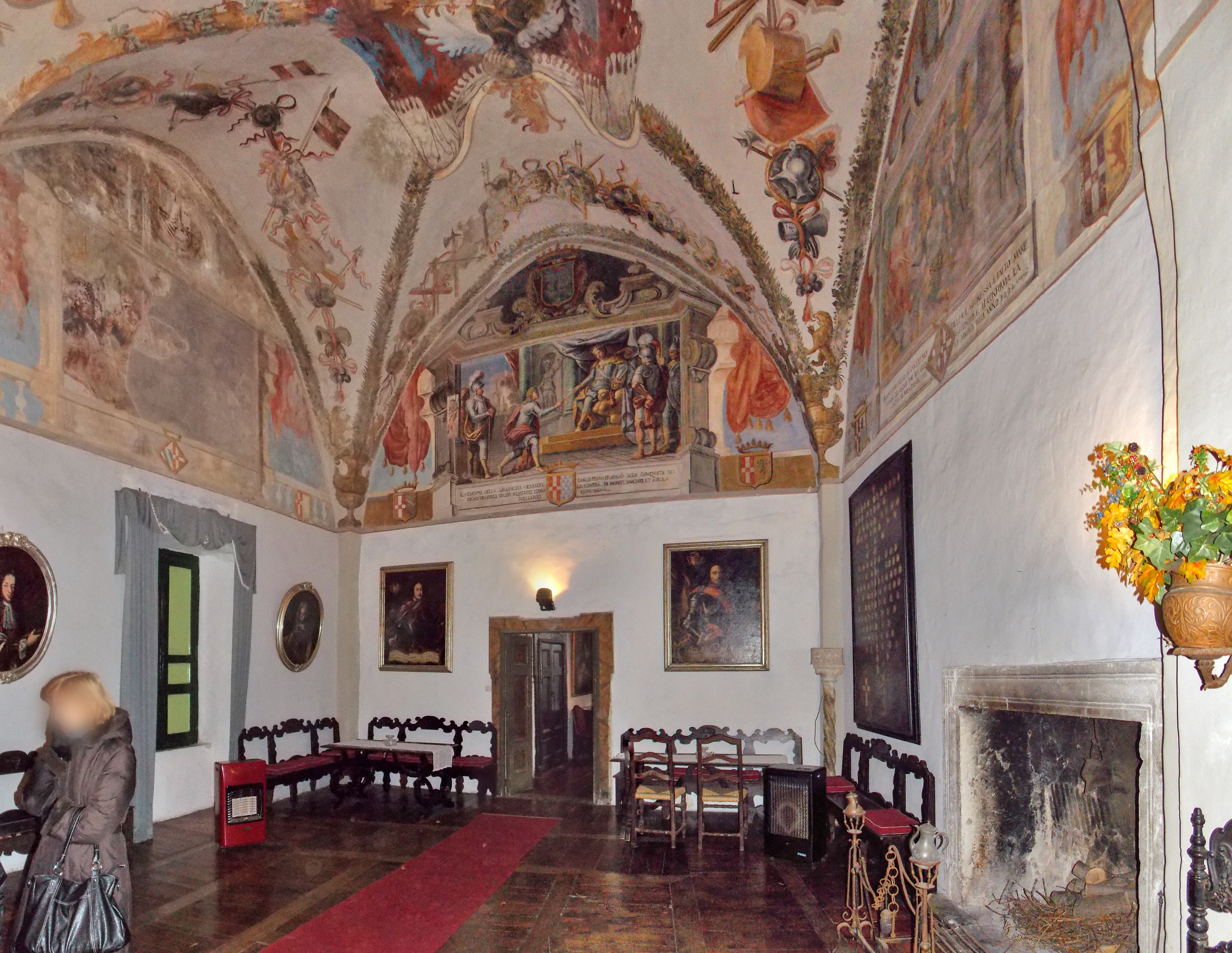
La salle aux fresques.

Des scènes marquantes de l'histoire familiale sont peintes dans les six lunettes sous les voûtes : sur le mur ouest, Charles Ier d'Anjou fait don du comté de Montesarchio et Airola à Guglielmo della Lagonessa (1278). Sur le mur sud, c'est le roi Charles II d'Anjou qui investit Giovanni della Lagonessa, fils de Guglielmo, du titre de maréchal d'Alphonse V d'Aragon, et confirme les comtés mentionnés (1292) ; dans l'autre lunette, le roi Robert Ier de Naples nomme Carlo, fils de Giovanni, grand sénéchal du royaume et lui accorde de nombreux autres fiefs en plus des précédents (1309). Sur le mur est se trouve Carlotto della Lagonessa nommé capitaine général de l'armée de Charles III de Durazzo (1381). Enfin, la seule des scènes conservées du côté sud montre Enrico et Giacomo della Lagonessa faits prisonniers à Gaète, avec le roi Alphonse V d'Aragon, par Arsette Biasi, capitaine du duché de Milan (1435). 

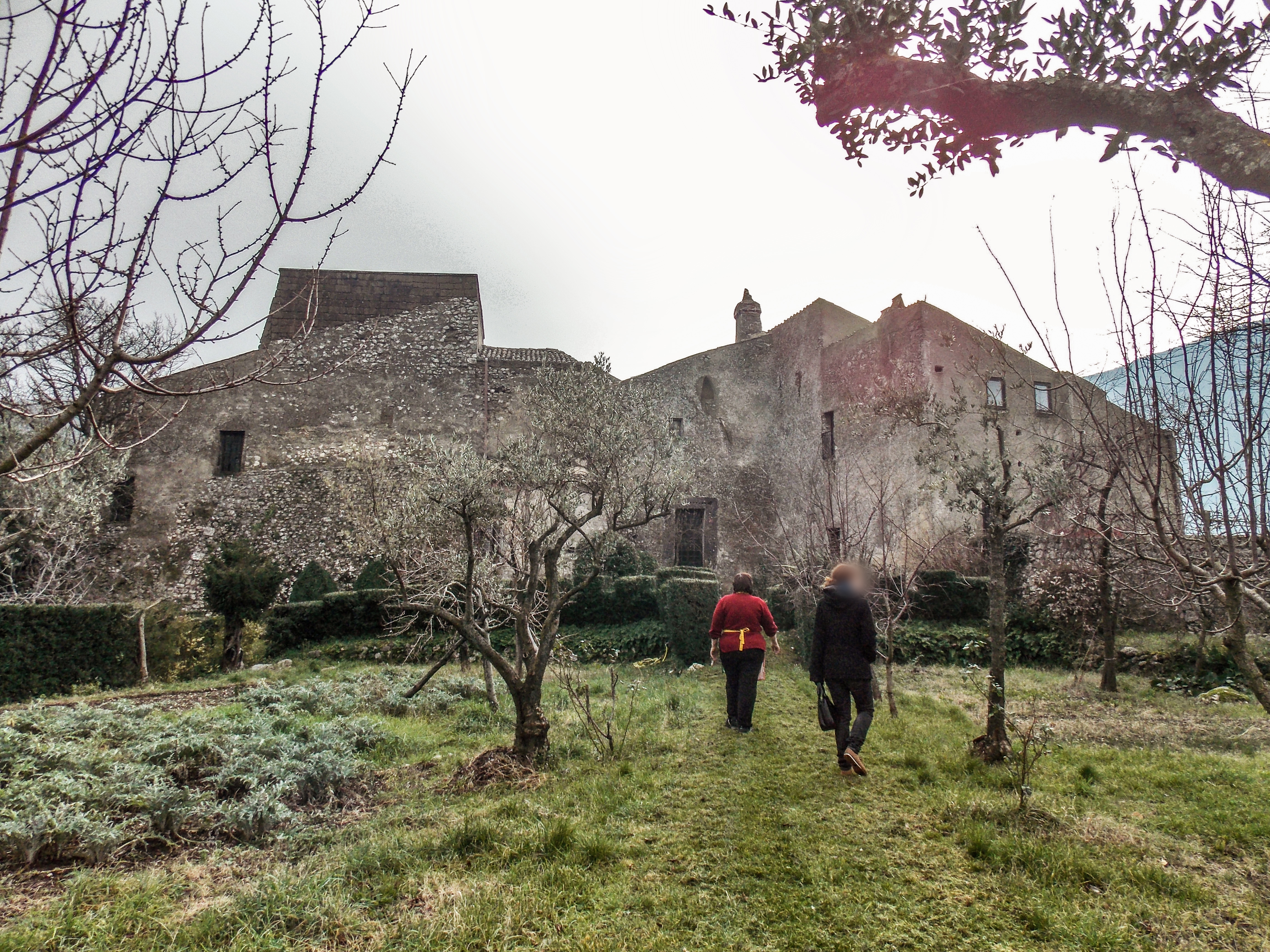
Le jardin.

Dans les autres pièces de l'étage supérieur, reliées successivement, la voûte d'origine est généralement masquée par un faux plafond en bois, installé lors des modifications réalisées au XVIIIe siècle pour améliorer l'habitabilité et créer de nouveaux espaces. Les éléments communs dans les pièces de la résidence seigneuriale sont les cheminées, les meubles du XIXe siècle ou antérieurs d'exécution raffinée, les toiles et les céramiques. En plus du hall, la seule pièce ouverte au public est la salle à manger, qui relie le hall à la cour.
Parmi les pièces de l'étage inférieur se trouvent une petite cuisine et les prisons au pied du donjon. Une citerne d'eau de pluie est également conservée.
Le jardin du château, accessible directement depuis la cour, était un lieu de loisirs, notamment pour les dames de la cour. La légende raconte qu'il a été construit grâce à l'engagement des femmes de San Martino, qui voulaient rendre hommage à la dame du château en portant, pendant des jours et des jours, des paniers de terre jusqu'au château pour couvrir l'espace aride entre les murs. En plus de remplir une fonction ornementale, le jardin fait également office de potager, où sont produits des raisins et des olives pour le compte de la ferme Pignatelli.